# Спарринг
Спарринг (англ. sparring — схватка на огороженной площадке, ринге) — тренировочный бой (в отличие от спортивного соревнования). Вопреки распространённому ошибочному мнению, согласно спортивной статистике обычно от 2⁄3 до 4⁄5 травматизма в спортивных единоборствах приходится именно на спарринги, причиной тому халатное отношение к соблюдению мер предосторожности и техники безопасности, пренебрежение разминкой, недо- или, наоборот, перетренированность спортсменов, переоценка их физических возможностей, недосмотр тренерского состава и другие факторы.

## Специфика
Обычно спарринг носит лёгкий, малотравматичный характер и редко проводится без специального предохраняющего снаряжения (бандаж, футы, шлем). Соперника в таких тренировочных состязаниях называют спарринг-партнёром. Спарринг-партнёров подбирают, исходя из их профессионального уровня. У партнёров он должен быть примерно одинаков. Исключения составляют случаи, когда тренер проводит показательный бой с кем-либо из новичков и разбирает на этом примере наиболее часто совершаемые ошибки. Также, в отличие от обычного боя, исход спарринга не важен, поскольку основной упор подобных боёв делается на овладение техникой.

## Травматизм
Статистика соотношения травм полученных спортсменами во время спаррингов и соревнований следующая:
| Сравнительная характеристика случаев травматизма по контактным видам спорта и спортивным единоборствам | Сравнительная характеристика случаев травматизма по контактным видам спорта и спортивным единоборствам | Сравнительная характеристика случаев травматизма по контактным видам спорта и спортивным единоборствам | Сравнительная характеристика случаев травматизма по контактным видам спорта и спортивным единоборствам | Сравнительная характеристика случаев травматизма по контактным видам спорта и спортивным единоборствам | Сравнительная характеристика случаев травматизма по контактным видам спорта и спортивным единоборствам | Сравнительная характеристика случаев травматизма по контактным видам спорта и спортивным единоборствам | Сравнительная характеристика случаев травматизма по контактным видам спорта и спортивным единоборствам | Сравнительная характеристика случаев травматизма по контактным видам спорта и спортивным единоборствам |
| Спорт или вид БИ | % травм полученных в ходе                                                                              | % травм полученных в ходе                                                                              | Преобладающая локализация травм                                                                        | Преобладающая локализация травм                                                                        | Преобладающая локализация травм                                                                        | Преобладающая локализация травм                                                                        | Преобладающая локализация травм                                                                        | Средний коэффициент травм различной степени тяжести на 1000 спаррингов (из них сотрясений мозга)       |
| Спорт или вид БИ | тренировки                                                                                             | соревнования                                                                                           | голова                                                                                                 | голеностоп                                                                                             | плечевой сустав                                                                                        | локтевой сустав                                                                                        | коленный сустав                                                                                        | Средний коэффициент травм различной степени тяжести на 1000 спаррингов (из них сотрясений мозга)       |
| --- | --- | --- | --- | --- | --- | --- | --- | --- |
| Бокс | 70 | 30 | Да | Нет | Нет | Нет | Нет | н/д |
| Муай-тай | н/д | н/д | Да | Да | Нет | Нет | Нет | от 2,79 среди профессионалов до 13,5 среди любителей                                                   |
| Тхэквондо | 81,5                                                                                                   | 18,5                                                                                                   | Да | Да | Нет | Нет | Нет | от 0,4 до 139,5 (СМ: от 4,6 до 50,2) среди всех возрастных групп                                       |
| Борьба | 63 | 37 | Нет | Нет | Да | Нет | Да | н/д |
| MMA | 77,9                                                                                                   | 22,1                                                                                                   | Да | Да | Да | Да | Да | от 85,1 до 228,7 (СМ: до 48,3) среди всех занимающихся, до 236 среди профессионалов                    |
| Карате | 70 | 30 | Да | Нет | Нет | Нет | Нет | варьируется в зависимости от конкретного стиля                                                         |
| Дзюдо | 70 | 30 | Нет | Нет | Да | Да | Да | н/д |
| БЖЖ | н/д | н/д | Нет | Нет | Нет | Да | Да | н/д |
| Амер. футбол | н/д | н/д | Нет | Да | Да | Нет | Да | до 8,1                                                                                                 |
| Источники информации - Demorest, Rebecca A. ; Koutures, Chris. Youth Participation and Injury Risk in Martial Arts (Clinical Report). // Pediatrics. — December 2016. — Vol. 138 — No. 6 — P. 1–9 — ISSN 0031-4005. - Jensen, Andrew R. ; Maciel, Robert C. ; Petrigliano, Frank A. ; Rodriguez, John P. ; Brooks, Adam G. Injuries Sustained by the Mixed Martial Arts Athlete. // Sports Health. — January-February 2017. — Vol. 9 — No. 1 — P. 64–69 — ISSN 1941-7381. | | | | | | | | |

## Названия и виды
В различных видах боевых искусств спарринг имеет иные названия и обладает своими особенностями:
- в бразильском джиу-джитсу спарринг обычно именуется «роллингом»;
- в капоэйра ближайшим аналогом спарринга является джога (игра внутри «роды» — круга, образованного людьми);
- в некоторых японских боевых искусствах аналогом спарринга является рандори;
- в карате спарринг называется кумитэ;
- в тхэквондо спарринг называется «керуги» (Всемирная федерация тхэквондо), либо «матсоги» (Международная федерация тхэквондо);
- в илицюань, тайцзицюань и других внутренних боевых искусствах Китая один из видов спарринга называется туйшоу